# Technical Crime
Technical Crime è il primo album in studio dalla band death metal milanese Node, pubblicato dall'etichetta discografica Lucretia Records nel gennaio del 1998.
L'album è stato registrato nel Settembre del 1997 da Livio Magnini (Bluvertigo) presso i GB Hydra Studios di Milano. Il mastering per la versione originale è stato poi affidato a Paul Libson presso i Profile Studios di Milano.
Nel 2000 Lucretia Records ristampa Technical Crime con una copertina differente.
Nel 2004 l'etichetta discografica italiana Scarlet Records, con la quale la band aveva firmato nel settembre del 2000, pubblica una versione rimasterizzata ed estesa di Technical Crime, includendo le prime cinque tracce dell'EP di esordio della band, Ask. La nuova versione viene pubblicata col titolo "They Ask For A New Crime".

## Tracce

### Edizione originale
Testi di Botti, musiche di Minelli eccetto (New XXX, Fall in your Eyes, Beautiful Crime, Minelli / D'Eramo).
1. As God Wills – 2:40
2. Introspection – 3:51
3. New xxx – 4:55
4. Fall in Your Eyes – 4:14
5. Ask (1997 Version) – 4:10
6. Children – 4:18
7. Beautiful Crime – 5:34
8. Tronic Prophecy – 3:36
9. Hymn 43 – 3:39 (Ian Anderson) – Originariamente interpretata dai Jethro Tull

### Edizione Rimasterizzata-They Ask For A New Crime
1. As God Wills – 2:39
2. Introspection – 3:51
3. New xxx – 4:55
4. Fall in Your Eyes – 4:15
5. Ask (1997 Version) – 4:10
6. Children – 4:18
7. Beautiful Crime – 5:34
8. Tronic Prophecy – 3:36
9. Hymn 43 – 3:08 (Ian Anderson) – Originariamente interpretata dai Jethro Tull
10. Virtual God – 4:53
11. Gyves Of Lies – 3:39
12. Empty Spaces – 5:38
13. Ask – 4:16
14. Unaffected – 6:38

## Formazione
- Daniel Botti - voce
- Steve Minelli - chitarra
- Klaus Mariani - basso
- Oinos - batteria (ex-Sadist)